# Krnješevci
Krnješevci (en serbe cyrillique : Крњешевци) est un village de Serbie situé dans la province autonome de Voïvodine. Il fait partie de la municipalité de Stara Pazova dans le district de Syrmie (Srem). Au recensement de 2011, il comptait 845 habitants.

## Démographie

### Évolution historique de la population
| 1948 | 1953 | 1961 | 1971 | 1981 | 1991 | 2002  | 2011 |
| ---- | ---- | ---- | ---- | ---- | ---- | ----- | ---- |
| 855  | 850  | 820  | 801  | 776  | 781  | 1 025 | 845  |

|  |